# Golferenzo
Golferenzo là một đô thị ở tỉnh Pavia trong vùng Lombardia của Ý, có cự ly khoảng 60 km về phía nam của Milan và khoảng 25 km về phía đông nam của Pavia. Tại thời điểm ngày 31 tháng 12 năm 2004, đô thị này có dân số 239 người và diện tích là 4,3 km².
Golferenzo giáp các đô thị sau: Montecalvo Versiggia, Nibbiano, Santa Maria della Versa, Volpara.